# Hejira
Az 1976-os Hejira Joni Mitchell nagylemeze. Az album címe az arab „hidzsra” szóból származik, mely utazást jelent, elsősorban Mohamed és követőinek medinai futására utal. A dalok nagy része egy Maine-ből Los Angeles-be tartó út során íródott. A Hejira szerepel az 1001 lemez, amit hallanod kell, mielőtt meghalsz című könyvben.

## Az album dalai
| 1. | Coyote                | Joni Mitchell | 5:01 |
| 2. | Amelia                | Joni Mitchell | 6:01 |
| 3. | Furry Sings the Blues | Joni Mitchell | 5:07 |
| 4. | A Strange Boy         | Joni Mitchell | 4:15 |
| 5. | Hejira                | Joni Mitchell | 6:42 |

| 1. | Song for Sharon     | Joni Mitchell | 8:40 |
| 2. | Black Crow          | Joni Mitchell | 4:22 |
| 3. | Blue Motel Room     | Joni Mitchell | 5:04 |
| 4. | Refuge of the Roads | Joni Mitchell | 6:42 |

## Közreműködők
- Joni Mitchell – ének, akusztikus és elektromos gitár
- Larry Carlton – akusztikus és elektromos gitár
- Abe Most – klarinét a Hejiran
- Neil Young – szájharmonika a Furry Sings the Blues-on
- Chuck Findley – kürt a Refuge of the Roads-on
- Tom Scott – kürt a Refuge of the Roads-on
- Victor Feldman – vibrafon az Amelian
- Jaco Pastorius – basszusgitár a Refuge of the Roads, Black Crow, Hejira és Coyote dalokon
- Max Bennett – basszusgitár a Song for Sharon és Furry Sings the Blues dalokon
- Chuck Domanico – basszusgitár a Blue Motel Room-on
- John Guerin – dob
- Bobbye Hall – ütőhangszerek

## Fordítás
Ez a szócikk részben vagy egészben a Hejira (album) című angol Wikipédia-szócikk ezen változatának fordításán alapul.  Az eredeti cikk szerkesztőit annak laptörténete sorolja fel. Ez a jelzés csupán a megfogalmazás eredetét és a szerzői jogokat jelzi, nem szolgál a cikkben szereplő információk forrásmegjelöléseként.